# Table des caractères Unicode/U10330
Cette page contient des caractères spéciaux ou non latins. S’ils s’affichent mal (▯, ?, etc.), consultez la page d’aide Unicode.
Table des caractères Unicode U+10330 à U+1034F.

## Gotique(Unicode 3.1)
Caractères utilisés pour l’écriture avec l’alphabet gotique : lettres unicamérales, dont certaines sont également employées pour noter des nombres.

### Table des caractères
| en fr   | 0 | 1 | 2 | 3 | 4 | 5 | 6 | 7 | 8 | 9 | A | B | C | D | E | F |
| U+10330 | 𐌰 | 𐌱 | 𐌲 | 𐌳 | 𐌴 | 𐌵 | 𐌶 | 𐌷 | 𐌸 | 𐌹 | 𐌺 | 𐌻 | 𐌼 | 𐌽 | 𐌾 | 𐌿 |
| ------- | - | - | - | - | - | - | - | - | - | - | - | - | - | - | - | - |
| U+10340 | 𐍀 | 𐍁 | 𐍂 | 𐍃 | 𐍄 | 𐍅 | 𐍆 | 𐍇 | 𐍈 | 𐍉 | 𐍊 |   |   |   |   |   |